# Jakob Brollo
Jakob Brollo (italijansko Jacobo Brollo ali Giacomo Brollo), furlanski slikar, * 19. september 1834, Humin, tedaj Avstrijsko cesarstvo, † 30. december 1918, Humin.

## Življenje in delo
Sprva se je učil doma v Huminu pri slikarju Jožefu Bonittiju, nato pa je v presledkih štiri leta obiskoval akademijo v Benetkah (1852-1854 in 1856-1859). Leta 1860 je delal na Koroškem, kot pomočnik Antona Wieslerja.
Kot najpomembnejši predstavnik furlanskih slikarjev poznonazarenske smeri je delal na slovenskem Štajerskem, sprva kot sodelavec Tomaža Fantonija, s katerim sta sodelovala sedem let, od 1861 do 1867. Brollo je v svojem pismu zapisal, da sta se s Fantonijem koristno dopolnjevala, Fantoni sprva ni bil tako vešč figuralnih kompozicij, Brollo pa ne slikanja v fresco tehniki.
Pozneje je delal s pomočnikom Osvaldom Biertijem in svojim sinom Antonom. Za cerkve je slikal freske, oljne oltarne poslikave, križeve pote in božje grobove. Med najpomembnejše poslikave, ki oživljajo predvsem baročne in rokokojske sheme, sodijo poslikave v Petrovčah, Gradišču pri Ormožu, na Kapelskem Vrhu, na Stari Gori nad Ščavnico, na Ponikvi in v Vitanju.

## Delo na Koroškem
Poleg dela na Štajerskem je bil Jakob Brollo povezan tudi s Koroško, saj je že njegov oče redno prihajal na delo v Borovlje, tako da je sin Jakob Brollo imel Koroško vsaj v zavesti in je tako kasneje ustvarjal pomembna dela v neorafaelitskem/pozno nazarenskem slogu na takrat slovenskem Koroškem. Verjetno je tudi govoril slovensko. 
Zlasti pomembne so štiri cerkve v današnji občini Štalenska gora. Ohranjene so poslikave celotnega notranjega cerkvenega prostora v Šentlovrencu pri Šenttomažu nad Celovcem in Šentmartinu v Frajnberku v današnji občini Štalenska gora, kjer je naslikal pri vhodu v cerkev sveta Cirila in Metoda. Napisi v Šentlovrencu so v slovenščini. Niso ohranjene njegove poslikave v župnijski cerkvi v Šenttomažu nad Celovcem ter v podružnici te-iste fare v Šmarjeti (danes Trnja vas, Celovec). Vpričo narodnostno-politične borbe za ohranjanje slovenskega napisa v Šentlovrencu lahko domnevamo, da je odstranitvi poslikav v obeh cerkvah velevala nestrpnost in nestrokovnost. V Podjuni je poslikal cerkev v Žitari vasi.

## Galerija slik
- Sv. Ciril, Šentmartin pri Frajnberku, fara Timenica, Štalenska gora
- Sv. Metod, Šentmartin pri Frajnberku, fara Timenica, Štalenska gora